# Montserrat Muñoz
María Montserrat Muñoz de Diego (Cantalejo, Segovia, 11 de julio de 1962) es una política, abogada e inspectora laboral española, coportavoz de Izquierda Abierta y Secretaria de Política Institucional de Izquierda Unida.
En el año 1985, comenzó su andadura como abogada laboralista en la Unión Comarcal de Comisiones Obreras de Coslada-San Fernando en la sección de e la extinta fábrica de Pegaso, trabajando en el sindicato hasta 1991.
Formó parte al PCE y pertenece Izquierda Unida desde su fundación en 1986. 
Fue concejala de San Fernando de Henares desde 1991 y en 1995 accedió a la alcaldía del municipio, que revalidó en dos ocasiones con mayoría absoluta y que mantuvo hasta el año 2007. Durante este tiempo, desempeñó el cargo de Vicepresidenta de la Federación Madrileña de Municipios y Presidenta de la Comisión de Hacienda de la FMM, miembro del Consejo Federal de la Federación Española de Municipios y Provincias (FEMP), y Vicepresidenta de la Comisión de Medio Ambiente de la FEMP.
Fue parlamentaria en el Congreso de los Diputados por Madrid hasta 2008, responsable de las áreas de Economía. Agricultura, Pesca y Alimentación, Trabajo, Administraciones Públicas e Igualdad. En Izquierda Unida ha sido responsable de Política Municipal y actualmente es la Coordinadora Ejecutiva de Política Institucional.
Tras el lanzamiento de Izquierda Abierta en marzo de 2012, es dada de baja en las listas del PCE. En septiembre de 2012 es nombrada coportavoz, junto a Gaspar Llamazares, de Izquierda Abierta, cargo orgánico que compaginó con la coordinación del área de Política Institucional de Izquierda Unida hasta ser apartada de la Ejecutiva por la desfederación de IUCM.